# الدوري السلوفيني لكرة القدم 1934–35
الدوري السلوفيني لكرة القدم 1934–35 هو موسم من الدوري السلوفيني لكرة القدم ‏. فاز فيه ND Ilirija 1911 ‏.